# Quaracchi
Quaracchi − dzielnica Florencji, wcześniej dzielnica miasta Brozzi.

## Historia
Do 1928 Quaracchi było częścią miasta Brozzi, któremu odebrano prawa miejskie.
W Quaracchi istniało w XIX-XX w. znane we Włoszech wydawnictwo "Frati di Quaracchi". Franciszkanie, którzy przystosowali do celów wydawniczych Willę Rucellai, publikowali m.in. tłumaczenia dzieł św. Bonawentury z Bagnoregio oraz literaturę religijną. Kolegium św. Bonawentury powstało 14 lipca 1879 z inicjatywy generała zakonu Bernardyna z Portogruaro.

## Zabytki
- Kościół św. Piotra (IX w.)
- Villa Lo Specchio (XV w.)